# Raymond Montpetit
Pour les articles homonymes, voir Montpetit.
 (février 2024).
Raymond Montpetit est un muséologue, historien d'art et de la culture, professeur au département d’Histoire de l’art à  l'Université du Québec à Montréal de 1972-2007. Il a œuvré à la fois comme professeur, chercheur et comme concepteur de musées et d'expositions dans le monde de la muséologie.

## Biographie
Après des études au collège Sainte-Marie à Montréal, il obtient en 1969 une maîtrise en philosophie à l'Université de Montréal avec un mémoire dirigé par Claude Lévesque intitulé Essai sur la symbolique et l’interprétation chez Paul Ricœur.
Titulaire d'une bourse, il part pour Paris en 1969 afin de poursuivre des études de doctorat sous la direction du philosophe et esthéticien Mikel Dufrenne. Sa thèse de troisième cycle en Esthétique, intitulée Interpréter et formaliser : comment parler de la littérature, est ensuite publiée sous le titre Comment parler de la littérature,.
Il entre, en juin 1972, au département histoire de l'art de l’Université du Québec à Montréal comme professeur puis, de 1973 à 1979, devient directeur du baccalauréat en Histoire de l’art. Dès 1984, il travaille à définir et mettre en place la première maîtrise en muséologie du Québec, qui ouvre en 1987. Lors de la création de ce nouveau programme de maîtrise en Muséologie, il en est le directeur fondateur. Il en reprend la direction de 1993 à 1999. En parallèle, il est de 1980 à 1984 puis de 2001 à sa retraite en 2007, directeur du département d’Histoire de l’art.
Devenu en 2014 professeur émérite, il poursuit ses activités d’expert-conseil en muséologie et patrimoine.
« La muséologie québécoise a connu un essor exceptionnel entre les années
1970 et 2000, essor qui s’est manifesté par la création de nouvelles institutions muséales, de programmes d’études et de publications importantes. Raymond Montpetit figure parmi les acteurs qui ont porté et accompagné ce mouvement à la fois comme professeur, commissaire, consultant en muséologie et auteur à partir du milieu des années 1980. ».

## Muséologie et patrimoine
Les travaux de Raymond Montpetit portent sur la recherche, la conservation, la mise en valeur et la diffusion de divers patrimoines du Québec, conservsé in situ ou dans les collections des musées, avec une approche muséologique humaniste et interdisciplinaire, orientée vers les visiteurs,.

### Réalisations

#### Muséologie
Face à l'évolution des musées, Raymond Montpetit a contribué à les redéfinir et a participé à la fondation de nouveaux établissements, comme le Centre d’histoire de Montréal (1983), Pointe-à-Callière (1992), la Pulperie de Chicoutimi (2001) et le Centre d’interprétation de l’eau à Laval (2008). Il a favorisé une muséologie accessible, ayant recours notamment aux technologies et au multimédia.

#### Conception et réalisation d'exposition
Raymond Montpetit a conçu, réalisé ou co-réalisé des expositions permanentes ou temporaires, dans divers musées québécois, diffusant ainsi des patrimoines auprès d’un large public.
Ses premières expositions portent sur l’histoire de la culture urbaine à Montréal. Dans le cadre des Jeux Olympiques de Montréal en 1976, il réalise une exposition intitulée Sports et divertissements populaires à Montréal au XIXe siècle. Celle-ci est suivie des Vieux théâtres montréalais au XIXe siècle  (Place des Arts, 1978), La Place d’Armes de Montréal au XIXe siècle (Château Ramezay, 1979 et 1981), et au même endroit Le Carnaval d’hiver de Montréal 1883-1889.
Il a collaboré à l'exposition inaugurale Mémoires, au Musée de la civilisation en 1988 et a pris part aux débats autour de la conception de ce nouveau musée.
En 1998, il met en valeur un patrimoine artistique inconnu, en concevant et réalisant avec Gilles Lapointe l’exposition Paul-Émile Borduas photographe : un regard sur Percé été 1938, au musée Le Chafaud à Percé. Cette exposition itinérante est ensuite présentée à la Bibliothèque nationale du Québec, au Musée acadien du Québec à Bonaventure et à l’Exploramer de Sainte-Anne-des-Monts.
Raymond Montpetit est le commissaire de l’exposition Je me souviens. Quand l’art imagine l’histoire, au Musée national des beaux-arts du Québec (à partir de 2002). Des dispositifs audiovisuels interactifs permettent de questionner les sujets représentés dans les œuvres exposées qui traitent de l'histoire du Québec.

### Expertise-conseil en muséologie et patrimoine
Raymond Montpetit a produit de de nombreux rapports d’expertise pour diverses instances.

#### Musées
Pour le gouvernement du Québec, il est membre du Groupe-conseil Arpin, qui redéfinit le champ du patrimoine et trace les grandes lignes d’une politique du patrimoine culturel avec Notre patrimoine, un présent du passé. En 2000, il produit le rapport intitulé Passion, professionnalisme, précarité : conserver, interpréter et mettre les patrimoines au service des communautés. Le réseau muséal subventionné du Québec.
Pour la municipalité de Montréal, il rédige en 2016 avec Yves Bergeron le premier portrait de l’offre muséale complète (art, histoire, science) sur le territoire de la ville, Portrait et diagnostic du secteur muséal montréalais. Il produit aussi l’étude qui redéfinit la mission du Centre d’histoire de Montréal et propose son déménagement au centre-ville pour devenir le Centre des mémoires montréalaises, le MEM (2023). Il collabore au texte intitulé Énoncé d’orientation pour une politique du patrimoine, qui propose des orientations pour la politique montréalaise du patrimoine, lesquelles sont adoptées.

#### Études sur des collections ou bâtiments patrimoniaux
En 2016, la Société Radio-Canada fait appel à Raymond Montpetit pour définir sa politique et ses pratiques envers l'ensemble des patrimoines qu’elle détient : Politique de gestion des fonds, des collections et du patrimoine de la Société Radio-Canada.. Il lui est également demandé d'analyser la valeur patrimoniale d’objets concernant le joueur de hockey légendaire Maurice Richard. Ces objets ont par la suite été acquis et conservés par le Musée canadien de l’histoire à Gatineau. Il évalue également la valeur patrimoniale d’une réplique de la première locomotive au Canada.
Il réalise des études dans le domaine du patrimoine bâti notamment sur l'ancien Hôpital Général de Montréal,. Son texte Le patrimoine matériel montréalais de la Nouvelle-France. Inventaire sommaire est le premier qui identifie et décrit tous les témoins matériels de cette période – documents, bâtiments, œuvres d’art, vestiges – présents sur le territoire de la ville.

## Héritage et influence
Raymond Montpetit a été en 2005, avec Bernard Schiele et Jean Davallon, l’un des fondateurs du premier doctorat en Muséologie, médiation et patrimoine au Canada, associant l'UQAM et l'Université de Vaucluse à Avignon, en 2005.
Comme professeur-chercheur en muséologie et en culture populaire, il a ouvert deux nouveaux chantiers, l’un sur l’histoire des lieux et des formes de loisirs populaires urbains montréalais, créant le Groupe de recherche en art populaire (GRAP) en 1975, et le second en théorie et histoire des musées et des expositions. En 2016, il crée le Prix Raymond-Montpetit, d'une valeur de 1 000 $, remis chaque année à une personne inscrite à la maîtrise de muséologie.
L’historien français du patrimoine Dominique Poulot résume ses apports : « Raymond Montpetit a joué un rôle pionnier dans les échanges académiques franco-québécois en matière de muséologie. […] Aucun collègue canadien n’a assurément occupé une place aussi centrale que la sienne dans les circulations transatlantiques de la discipline au cours des dernières décennies. Les liens avec ses collègues de par le monde ont été très importants pour le développement d’une sorte d’internationale francophone de la muséologie. »
Il a reçu plusieurs prix et distinctions de ses pairs et d'instances gouvernementales, dont le prix Gérard-Morisset, la plus haute distinction attribuée en patrimoine et muséologie par l'État du Québec.

## Prix et distinctions reçus
- 1998 : Prix d’excellence de l’Association des musées canadiens à l’exposition temporaire Bannique, baguette, bagel. Les pains de Montréal qu’il a conçue pour Pointe-à-Callière[31].
- 2009 : Prix Carrière de la Société des musées du Québec « pour sa contribution exceptionnelle de plus de 25 ans au développement de la muséologie au Québec[32]. »
- 2016 : Prix d’excellence rayonnement international de l’International Council of Museums ICOM-Canada lui attribua le  « pour sa contribution remarquable au développement et au rayonnement de la muséologie canadienne sur la scène internationale[33],[34] »
- 2024 : Prix Gérard-Morisset[35],[36]

## Publications
Un recueil de ses textes marquants a été publié sous la direction d'Yves Bergeron et Violette Loget, Du sens et du plaisir. Une muséologie pour les visiteurs. Musée et exposition selon Raymond Montpetit. Une journée d’étude a été organisée, en mars 2022, à l'occasion de cette publication.
Comme l’écrit dans la préface François Mairesse : « La plupart des muséologues francophones connaissent cet auteur [Montpetit] dont la production est régulièrement citée et dont plusieurs articles sont devenus des références. »
Raymond Montpetit, Accéder à la culture et la diffuser. Mémoires d’un muséologue montréalais. Québec, Presses de l’Université Laval, 2025 (parution à venir).
Raymond Montpetit, « Figuration et muséographie analogique dans les musées d’histoire », sous la direction de Dominique Poulot, L’effet musée. Objets, pratiques et cultures, Paris, Éditions de la Sorbonne, 2022, pp. 215-236.
Sous la direction de Serge Chaumier et Jean-Claude Duclos, « Georges Henri Rivière, la muséographie et le design d’exposition, 1930-1970 », Georges Henri Rivière, une muséologie humaniste, Éditions Complicités, Paris 2019, pp. 99-133.
Raymond Montpetit, « Postface. Une altermuséologie plurielle et participative », Serge Chaumier, Altermuséologie. Manifeste expologique sur les tendances et le devenir de l’exposition, Paris, Herman 2018, p. 205-217.
Raymond Montpetit, « Médiation et interprétation dans le champ muséal nord-américain », sous la direction de N. Casemajor, M. Dubé, J-M. Lafortune et È. Lamoureux, Expériences critiques de la médiation culturelle, Québec, Presses de l'Université Laval, 2017, p. 175-196.
Raymond Montpetit, « Roland Arpin : patrimoine et patrimonialisation », sous la direction de Yves Bergeron, « Diriger sans s’excuser ». Patrimoine, musée et gouvernance selon Roland Arpin, Paris, L’Harmattan, 2016, p. 27-66.
Raymond Montpetit, « Objets in situ : thèmes et interprétation : l’expérience de visite », Béatrice Fleury, Jacques Walter, Vies d’objets, souvenirs de guerre, Université de Metz, Metz, France, 2015 p. 111-125.
Raymond Montpetit, « Les spectacles sur scène à Montréal, avant la Place des Arts » Louise Poissant (sous la direction de), 50 ans de la Place des Arts, Presses de l’Université du Québec, Québec, 2015,  p. 10-29.
Raymond Montpetit, « Médiation », in Dictionnaire encyclopédique de la muséologie, André Desvallées, François Mairesse (sous la direction de), Armand Colin, Paris 2011, p. 215-233.